# Joseph Bonomi il Vecchio

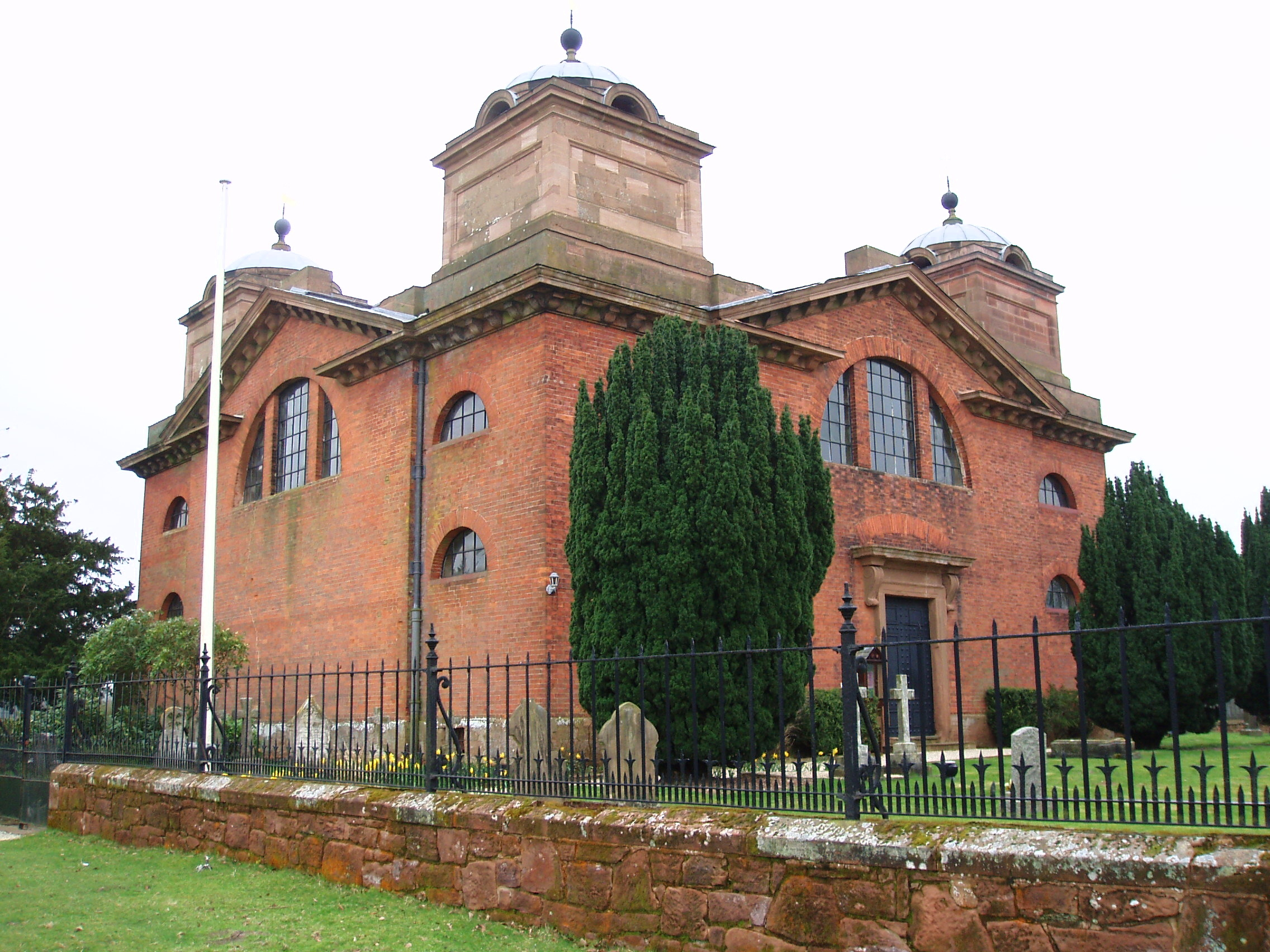
Chiesa del parco di Packington Hall

Joseph (Giuseppe) Bonomi (Roma, 19 gennaio 1739 – Londra, 9 marzo 1808) è stato un architetto italiano, attivo in Inghilterra.

## Biografia
Nato in Italia, si trasferì in Inghilterra nel 1767 per lavorare con Robert Adam.
Qui sposò la nipote di Angelika Kauffmann, una decoratrice che lavorava anch'essa per Adam.
Verso il 1780 Bonomi lasciò lo studio dei fratelli Adam e al 1782 risale la commissione di quello che fu probabilmente il suo primo lavoro indipendente: la decorazione della Long Gallery di Packington Hall, nel Warwickshire, dove creò un ambiente decorato secondo il gusto pompeiano.
Ma la sua opera migliore resta la chiesa innalzata nel parco di Packington Hall tra il 1789 ed il 1790, caratterizzata da un aspetto severo e archeologico che denuncia affinità con la coeva architettura rivoluzionaria di Claude-Nicolas Ledoux in Francia e Gilly in Germania. Si tratta di un edificio unico nel panorama inglese. L'esterno è in puro laterizio ed è alleggerito da grandi finestroni a lunetta semicircolare di derivazione termale. L'interno, nelle colonne doriche che sostengono le volte di copertura, sembra ispirarsi al Tempio di Nettuno a Paestum; probabilmente questa conformazione interna influenzò diversi architetti, tra cui James Wyatt.

### Discendenza
Nel 1775 sposò Rosa Florini, da cui ebbe, tra gli altri, Ignatius Bonomi (1787–1870), architetto, e Joseph Bonomi il Giovane (1796–1878), che divenne un eminente scultore, artista ed egittologo.